# Olá Oluá
Ola Oluwa é uma área do governo local em Osun (estado), Nigéria. Sua sede está na cidade de Bode Osi.
Possui uma área de 328 km ² e uma população de 76.227 no censo de 2006.
O código postal da área é 232.